# Grenigt kungsljus
Grenigt kungsljus (Verbascum lychnitis) är en art i familjen flenörtsväxter.